# ヤマテ・ES600
ES600（イーエス600）は、ヤマテ工業が1993年に発売を開始した電動スクーターである。 排気量区分では原動機付自転車となる。 

## 概要
1991年度から中部電力、九州電力、東京R&Dの3社共同で研究・開発を行い、1993年5月の運輸大臣による型式認定を受けて、1993年6月からヤマテ工業が製造・販売を開始した。
二輪電気スクーターの型式認定取得および市販化は国内初であった。
発売地域は関東・中部・九州地方であり、納期は約3ヶ月であった。電力会社の営業外回り用などに使用された。製造・販売台数は500台である。東京R&Dによると、電力会社を中心に450台販売したとしている。
財団法人日本産業デザイン振興会が主催する、グッドデザイン賞を1994年に受賞している。

## モデル一覧

### 発売予定車
1992年9月発売予定時のもの。予定販売価格（税抜）は 480,000円 。
主要諸元
- 型式：E24A
- 全長×全幅×全高(m)：1.725×0.650×0.990
- 軸距(m)：1.195
- シート高(m)：0.690
- 最低地上高(m)：0.120
- 車両重量(kg)：110
- 乗車定員(名)：1
- 登坂能力(tanθ)：0.34
- 一充電走行距離(km)：60(30km/h定地走行時)
- モーター形式・種類：SMB600・DCブラシレスモーター（セイコーエプソン製）
- 定格出力(kW・V・h)=0.6・48・1
- 始動方式=キーon
- 制御方式=トラジスタチョッパ制御方式
- 電池種類=密閉型鉛蓄電池
- 電池電圧・容量(V・Ah)=12・30
- 電池総電圧・積載個数(V・個)=48・4
- 充電器制御方式=定電流定電圧充電
- 交流入力電源(V・A)=100(単相)・5
- 標準充電時間(時間)=8
- 変速機形式=オートマチック無段変速
- タイヤサイズ(前・後)=3.00-10-4PR
- サスペンション(前・後)=ボトムリンク式・ユニットスイング式

### ES600
販売価格（税抜）は596,000円 。
走行用電池は密閉型鉛蓄電池で、ステップ下の車体中央部に4個搭載している。
充電器はステップ下の車体左側に内蔵しており、充電時は着座シート下に収納された電源ケーブル（2線式・接地端子無し）を使用して、約8時間で充電が完了する。
ステップ下の車体右側には、駆動モーター用の三相交流出力モジュールが設置されており、その制御回路は着座シート下の空間に設置されている。
なお着座シート下には収納スペースがあり、フルフェイス型のヘルメット＋αが収納できる。
メーターパネル内には、速度計とバッテリー電圧計、速度警告灯、モーター過熱警告灯、充電表示灯、方向指示灯を備える。
イグニッションキー用のブランクキーは、FUKI製のM268（YAMAHA・SUZUKI用）が対応する。
主要諸元
- 型式：A-RDE24
- 全長×全幅×全高(m)：1.690×0.650×1.010
- 軸距(m)：1.205
- シート高(m)：0.680
- 最低地上高(m)：0.130
- 車両重量(kg)：117
- 乗車定員(名)：1
- 登坂能力(tanθ)：0.33（約18°）
- 一充電走行距離(km)：60(30km/h定地走行時)
- 原動機種類：DCブラシレスモーター（東京R&D製）
- 定格出力(kW)=0.58
- 制御方式=PWM方式
- 電池=専用・密閉型鉛蓄電池（GS製 SRA30Z 4基）
- 総電圧容量(V・Ah)=48・30
- 充電器=専用・2段定電流・車載形
- 充電電源=AC100V(単相)・5A
- 標準充電時間(時間)=8
- 変速機形式=無段変速
- タイヤ(前・後)=電気スクーター専用・3.00-10-4PR
- サスペンション(前・後)=ボトムリンク式・ユニットスイング式